# Saint-Antonin-de-Lacalm
Saint-Antonin-de-Lacalm korábbi község Franciaország Okcitánia régiójában, Tarn megyében. Lakosainak száma 279 fő (2018. január 1.). Saint-Antonin-de-Lacalm Arifat, Montredon-Labessonnié, Roumégoux, Saint-Lieux-Lafenasse és Le Travet községekkel határos.
2019. január 1-jén öt másik korábbi községgel egyesült és az így létrejött Terre-de-Bancalié új község része lett.

## Népesség
A település népessége az elmúlt években az alábbi módon változott:
| Lakosok száma | 264  | 269  | 282  | 275  | 279  |
|               | 2013 | 2015 | 2016 | 2017 | 2018 |